# Aleksa Stepanović
Aleksa Stepanović (in serbo Алекса Степановић?; Niš, 2 giugno 1998) è un cestista serbo.